# Deuki
Deuki és un costum antic practicat a les regions de l'oest de Nepal, on s'ofereix una noia al temple local. Actualment aquesta pràctica està en declivi.
Les nenes es converteixen en deuki bé perquè els seus pares les ofereixen amb l'esperança de guanyar la protecció i el favor dels déus o bé perquè els seus pares les venen a parelles benestants que busquen guanyar una aprovació sagrada. Les famílies pobres que ofereixen les seves filles guanyen estatus social i l'aprovació de les seves comunitats a causa del sacrifici que es considera que han fet. A més es veuen alliberades de la càrrega d'haver de buscar marits per les seves filles.
Després que les nenes són ofertes al temple, ni els seus pares ni les parelles que les van comprar les proveeixen de cap tipus d'ajuda monetària o tenen algun contacte posterior amb les deuki. Ja que no són considerades per al matrimoni i no reben diners d'aquells que les van dedicar als seus temples, les deuki han de dependre de les ofrenes monetàries al temple que donen els fidels. Sense ingressos, ni habilitats o educació, i la pressió de les tradicions folklòriques que diuen que tenir sexe amb una deuki pot netejar els pecats i portar bona sort, moltes deuki són així impulsades a practicar sexe per sobreviure, una forma de prostitució en la qual el sexe és intercanviat per elements associats a necessitats bàsiques com aliments o refugi.
Una causa de la llei de Nepal que estableix que la ciutadania és conferida per la línia paterna, sovint les filles de les deuki, anomenades devi, no poden ser ciutadanes de Nepal. Sense accés a l'educació i altres serveis socials, moltes devi es converteixen en deuki. Encara que un canvi legislatiu el 2006 fa que sigui més fàcil per les deuki obtenir la ciutadania per als seus fills si poden demostrar que el pare és nepalès, les descendents per línia materna no tenen aquest dret.

## Història
Tradicionalment, les nenes deuki eren ofertes als temples a l'edat de cinc o sis anys, mentre encara eren «pures», per servir d'esclaves sagrades o ballarines del temple. Elles feien diverses tasques per al temple al qual havien estat ofertes fins a la pubertat, moment a partir del qual s'esperava que proveïssin serveis sexuals als sacerdots i als fidels.
Antigament el paper de les deuki en la societat era molt diferent de la seva estigmatitzada realitat actual. Referent a això, Robynne A. Locke descriu l'estatus de les deuki en l'antiguitat:
| «                  | En el passat, les adolescents dedicades als temples van ocupar un alt estatus a la societat. Es van elaborar cerimònies i festes públiques per legitimar la seva dedicació al temple i el matrimoni amb Déu, i el seu paper de cuidadora del temple va ser valorat i respectat. Pel seu servei, s'atorgava a les dones un lot de propietat del temple i acumulaven riqueses mitjançant donacions a Déu. | » |
| — Robynne A. Locke | |   |

No obstant això, amb el transcurs del temps, el patronat dels temples va anar caient en desús i va desaparèixer aquesta modalitat del sistema. Encara que fins i tot les deuki eren respectades pel seu estatus sagrat, poques vegades això era expressat mitjançant diners. En l'actualitat, freqüentment les deuki són violades per un sacerdot en el mateix moment que són oferides al temple, quan encara tenen entre cinc i set anys. Abandonades pels seus pares i els sistemes de suport de la societat, aquestes nenes creixen sense educació ni habilitats.
En treballs recents alguns autors han afirmat que el problema del tràfic sexual al Nepal es troba arrelat en tradicions com el deuki, que va ser el precedent perquè les dones fossin considerades més com a objectes i símbols que com persones. Altres afirmen que la pràctica del deuki a les comunitats simplement fa que les poblacions es trobin predisposades a acceptar aquestes pràctiques.

## El deuki en l'actualitat
El govern del Nepal ha abolit la pràctica del deuki. No obstant això, encara hi ha nenes que continuen ingressant al sistema deuki. La Constitució del Nepal de 1990 considera reprovable el tràfic de persones i l'explotació en el nom de la religió i la cultura, i s'han aprovat diverses lleis que haurien de fer disminuir la quantitat de deuki. No obstant això, segons un informe de les Nacions Unides, entre 1992 i 2010 el nombre de deuki va augmentar. Es desconeix el nombre de deuki existents a principis del segle xxi, ja que no n'hi ha estadístiques. Les estimacions van des de 2.000 fins a més de 30.000 deuki, amb un gran marge d'incertesa.
No obstant això, el govern sembla determinat a lluitar contra el deuki i altres modalitats de tràfic de persones que han prevalgut a l'oest del Nepal durant tant de temps. Segons Sher Jung Karki, del Ministeri de la Dona, el Nen i el Benestar Social, una nova llei ajudaria a protegir les dones enfront de diversos tipus d'abusos, fent que «cada acte que promou la discriminació i la violència contra les dones en el nom de la religió i els costums sigui considerat una ofensa castigable». Aquesta llei, hauria d'assignar una responsabilitat major als que duen a terme aquests actes, inclosos la venta i discriminació de nenes, en ampliar la definició d'abús i fer que els càstigs siguin més severs amb compensacions monetàries obligatòries (incloent els costos de tractaments de les conseqüències dels abusos psicològics i físics) per a la víctima i l'empresonament.
Les ONG com Jandesh han treballat per rehabilitar amb èxit a moltes deuki, tot oferint-les «habilitats en costura, ramaderia, indústria de bellesa i de la llar, i també classes d'alfabetització» i escoles per als seus fills. Però per a les deuki majors el canvi és més difícil. Els programes governamentals i les ONG inverteixen menys en la seva rehabilitació, de manera que reben menys assistència. Aquestes dones també troben més difícil la transició cap a un estil de vida diferent després d'una vida sencera de ser una deuki.